# 明荷
明荷、明け荷（あけに）とは、大相撲において十両以上の関取力士や行司が持つ行李のことである。真竹を割った板で井桁に編んだ上に丈夫な和紙を幾重も張り、漆で塗り固められており、作りとしては丈夫な竹籠である。
中には化粧廻しや締め込み、浴衣（以上は力士の場合）、小物類、雑品（テーピングテープ）といった身の回りの品が入っている。
陥落した者を含む幕下以下には、たとえ持っていても使用は許されない。

## 概要
竹の乾燥や加工から約25の工程を経て、約一カ月かけて完成させる。竹材一つ一つの丈夫さ、しなやかさを見極めて削るのは特に経験が求められ、「竹割り10年、張り3日」と言われる。かつては東京都や徳島県にも職人がいたが、2025年時点では京都市の渡辺商店でのみ製作されている'。
本場所では、初日に支度部屋に運び入れ千秋楽まで置いてあり、一人1つが原則だが横綱に限っては3つ持ち込むことができる。また地方巡業にも持ち運び、旅行鞄としての役目を果たす。
化粧廻しは後援会等が贈ることが多いが、明荷に関しては、入門同期生がお金を出し合って十両に昇進した力士に贈ることが慣例となっている。蓋には朱色で持主の四股名が書かれているために誰の明荷かは一目瞭然である。ただし側面には3文字分のスペースしか無く、4文字以上の四股名を持つ力士はどこかに2文字入れる必要が生じるために工夫して書き込んでいる。例えば4文字の稀勢の里の明荷は勢の枠の左下に小さく「の」と書いてあり、5文字の千代の富士の明荷は「千代」と「富士」を1文字大まで小さくして「|士富|の|代千|」(右書き)と書き込んでいた。逆に2文字だと1ヶ所余ることになるが、右と左に字を入れ、空白となる中央はその力士の家紋を入れる。勢のように1文字の場合は多くが中央に名前を書き込んでいる。また関取が改名すると新しい四股名を入れた明荷を新調することになる。大きさは縦45cm、横80cm、高さ30cm。重さ約10kg。

## 歴史
歴史は古く、江戸時代中期には既に使われていたと言われている。長らく明治初期の両國梶之助が初めて明荷を使用したと伝えられていたが、1962年（昭和37年）に山形県東田川郡庄内町で、文政年間の幕内力士・越ノ戸濱之助の明荷が発見されたことにより、江戸時代から使用されていたことが判明した。

## その他
俗に幕下以下の力士（力士養成員）のことを「ふんどし担ぎ」と揶揄して呼ぶ。これは彼ら養成員が関取の付き人をしているため、明荷を運ぶのも彼らの役割であり、その明荷の中に関取の廻しが収められていることにちなむ。横綱が明荷を3つまで認められる理由もここにあり、大関以下は廻しは自分が締める分だけ入れればいいのに対し、横綱は土俵入りにおいて三ツ揃い、すなわち自分が締める他に露払いと太刀持ちの分も必要で、さらに本人はその上に締める綱も必要であり、これらも入れなくてはいけないためである。同じ理由で付き人の定員も大関の倍以上に設定されている。